# Rheinau (Zurique)
Rheinau é uma comuna da Suíça, situada no distrito de Andelfingen, no cantão de Zurique. Tem 8,93 km² de área e sua população, em 2018, foi estimada em 1.333 habitantes.